# Oeloes Tsjoeraptsjinski
De oeloes Tsjoeraptsjinski (Jakoets: Чурапчы улууһа; Tsjuraptsjy uluuha, Russisch: Чурапчинский улус) is een oeloes (gemeentelijk district) in het centrale deel van de Russische autonome deelrepubliek Jakoetië. Het bestuurlijk centrum is het gelijknamige dorp (selo) Tsjoeraptsja. De bevolking bedroeg respectievelijk 18.516 en 19.466 personen bij de volkstellingen van 1989 en 2002. De bevolking bestaat voor meer dan 95% uit Jakoeten met kleine minderheden van Russen, Evenen en Evenken.

## Geografie
De oeoes omvat ongeveer 12.600 km² (ongeveer even groot als Noord-Nederland) en bestaat uit overwegend laagland, daar het grootste deel van de oeloes zich bevindt in de vallei van de Lena, met de Amga als grootste zijrivier in de oeloes. Ook liggen er veel kleine meertjes, waarvan het Tsjoeraptsjameer het grootst is. De gemiddelde temperaturen variëren er tussen -42 °C in januari en +16 tot +17 °C in juli. De gemiddelde jaarlijkse neerslag bedraagt tussen de 200 en 250 mm.
De oeloes wordt in het noorden begrensd door de oeloes Aldanski, in het oosten door de oeloessen Tattinski en Tomponski, in het zuiden door de oeloessen Oest-Majski en Amginski en in het westen door de oeloes Megino-Kangalasski.

## Bestuurlijke indeling
De oeloes is onderverdeeld in 17 naslegs met in totaal 30 plaatsen (allen selos). Het gebied is volledig gericht op de landbouw; akkerbouw, veehouderij en paardenhouderij. In Tjoeraptsja staat een melk- en vleeskombinaat.